# Lesaka
Lesaka är en kommun i Spanien.   Den ligger i provinsen Provincia de Navarra och regionen Navarra, i den nordöstra delen av landet, 400 km nordost om huvudstaden Madrid. Antalet invånare är 2 807. Arean är 56 kvadratkilometer.
Terrängen i Lesaka är kuperad.